# Alto de Loiti
El Alto o Puerto de Loiti es un puerto de montaña navarro situado entre las sierras de Izco y Tabar, en el prepirineo. Separa el valle de Ibargoiti y municipio homónimo (cuenca del río Elorz), de los municipios de Lumbier y Urraúl Bajo (cuenca de los ríos Irati y Salazar). Su altitud máxima es de 726 m s. n. m.
Por él discurre la ruta entre Pamplona y Jaca, clásicamente formada por la carretera N-240, renombrada como NA-2420 (carretera Torres de Elorz - Yesa) tras la construcción de la autovía de los Pirineos. Esta última modificó ligeramente el paisaje del alto, pues fue construida paralelamente a la antigua vía, aprovechando el paso natural que el puerto conforma entre las sierras de Izco y Tabar.

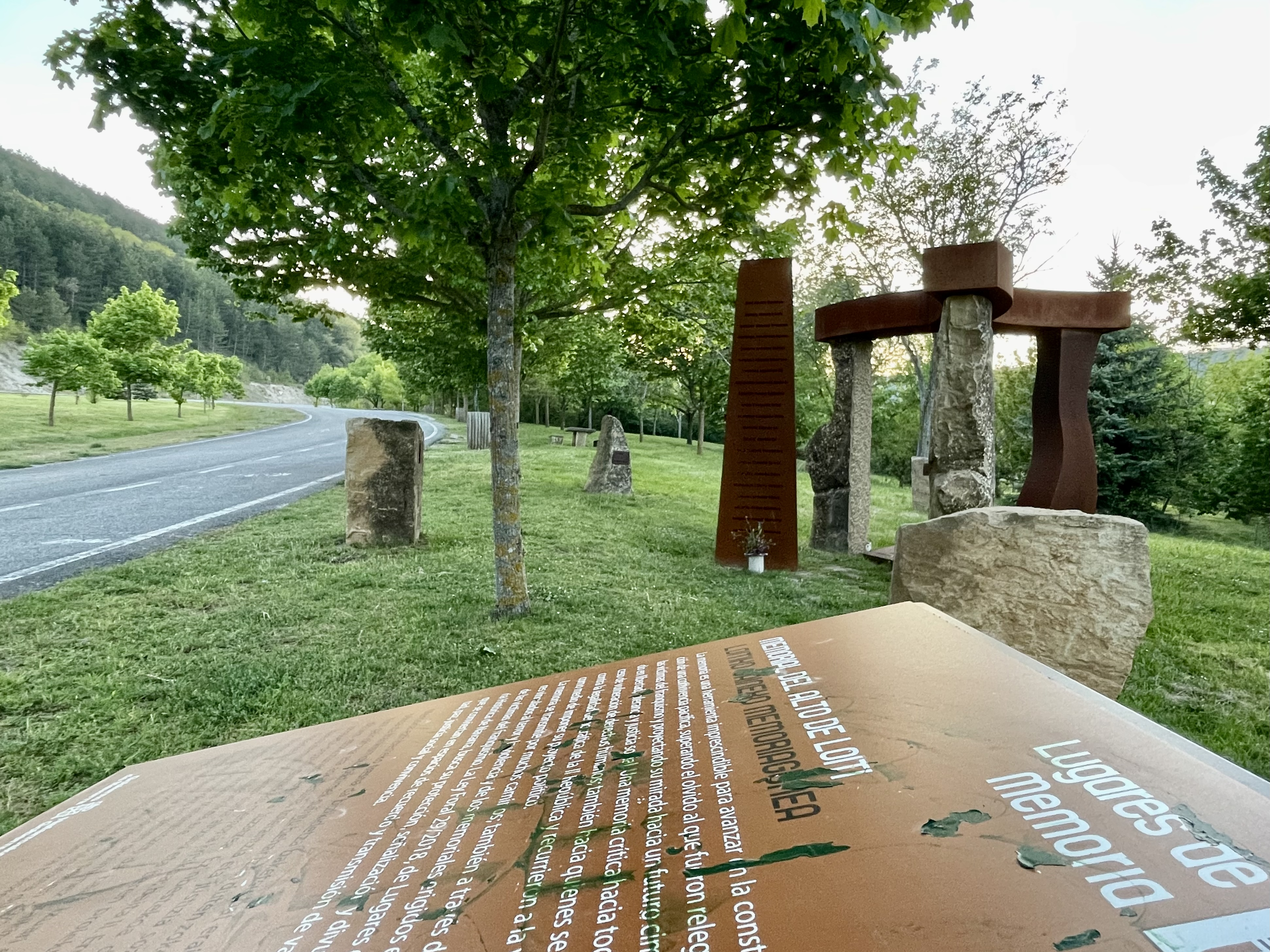
Espacio Memorial de Las Fosas de Loiti

En las inmediaciones del puerto, en uno de los márgenes de la NA-2420, se encuentra situado el Espacio Memorial del Alto de Loiti, lugar que conmemora y reconoce a las personas fusiladas en la zona en el contexto de la Guerra Civil Española. El lugar fue inscrito como Lugar de Memoria Histórica en el registro de Memoria Histórica de Navarra a fecha de 12 de agosto de 2021.